# Piotr Gliński

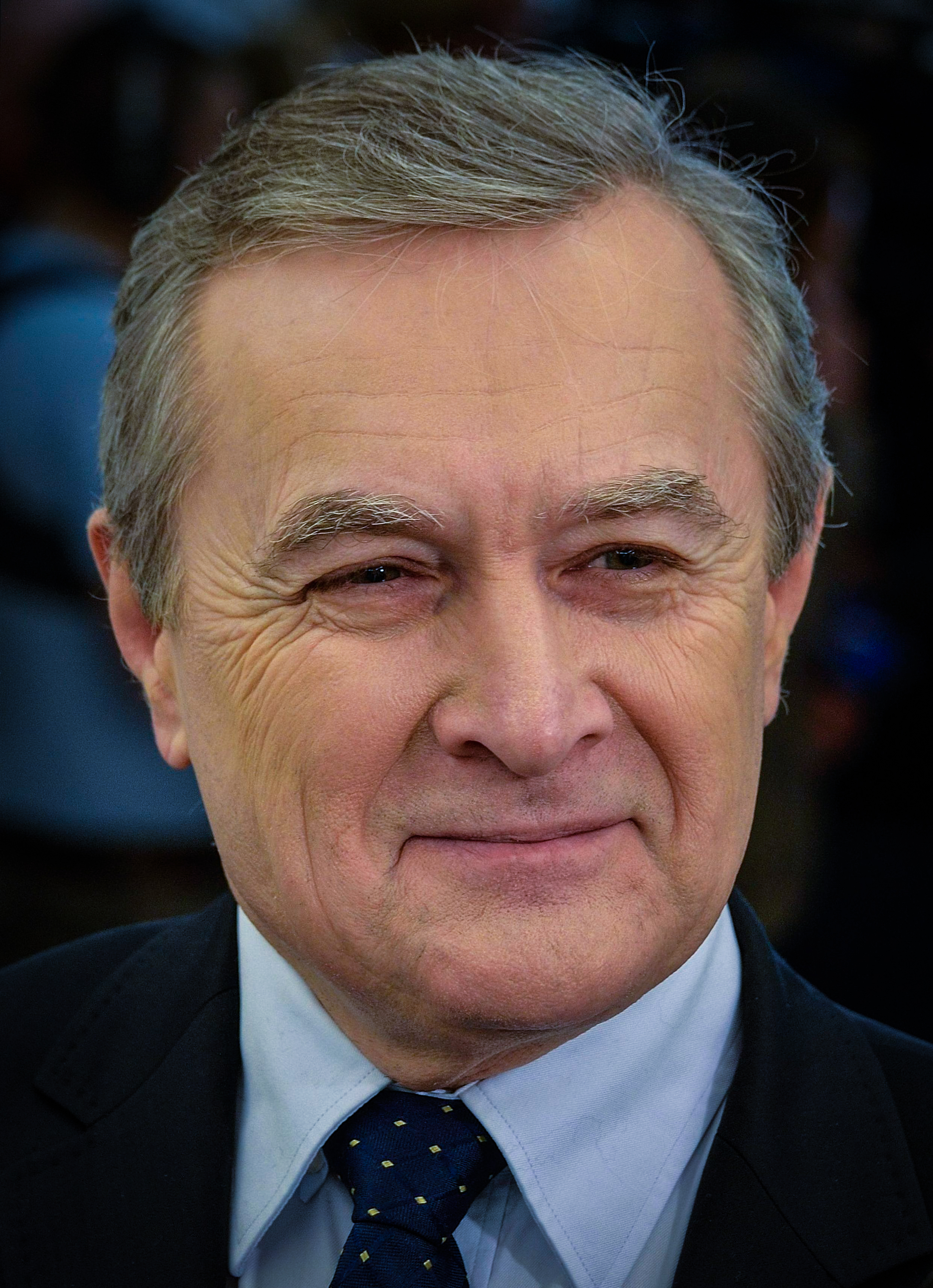
Piotr Gliński

Piotr Tadeusz Gliński (* 20. April 1954 in Warschau) ist ein polnischer Politiker (PiS) und ein Professor für Soziologie. Er war von 2015 bis 2023 Kulturminister in den von der Partei „Recht und Gerechtigkeit“ (PiS) geführten Regierungen. Seit 2015 gehört er dem Sejm in dessen VIII., IX. und X. Wahlperiode an.

## Leben
Im Jahr 1973 legte Gliński am Bolesław-Prus-Gymnasium in Warschau die Reifeprüfung ab. Er studierte an der Universität Warschau Wirtschaftswissenschaft und Soziologie und schloss 1978 sein Studium mit dem Magister ab. Es schloss sich ein Promotionsstudium an der Polnischen Akademie der Wissenschaften (PAN) an. Im Jahr 1984 verteidigte er seine Dissertation Ökonomische Modalitäten von Lebensstilen. Städtische Familien in Polen in den 70er-Jahren. Er habilitierte sich am Institut für Philosophie und Soziologie der PAN mit der Abhandlung Polnische Grüne. Soziale Bewegung in der Zeit des Wandels. 2008 wurde er zum Professor ernannt. In seinen Arbeiten spezialisierte er sich auf die Erforschung sozialer Bewegungen, der Zivilgesellschaft und auf gesellschaftliche Aspekte des Umweltschutzes.
1986 war Piotr Gliński Mitorganisator der regimekritischen Polnischen Gesellschaft für Soziologie (Polskie Towarzystwo Socjologiczne), die ein Teil der Demokratiebewegung wurde. Anfang der 1990er Jahre trat er der Demokratischen Union (UD) bei, die aus dem liberalen Flügel der Solidarność hervorgegangen war. Des Weiteren war Gliński Gründungsmitglied eines Vereins, der sich für die Errichtung eines Nationalparks in Masuren einsetzte. Ebenfalls gehörte er dem Collegium Invisibile an, einer im Jahr 1995 gegründeten Organisation, welche im Hinblick auf Massenuniversitäten und die steigende Anzahl von Akademikern die Förderung von Hochbegabten und einer Wissenschaftselite fordert.
1997 kandidierte er bei der Parlamentswahl 1997 für die liberale Freiheitsunion (UW), in der er von 1998 bis 2000 Parteimitglied war. 2003 nahm er an der Gründung der Partia Zieloni teil, trat dieser jedoch nicht bei.
Im Jahr 2010 wurde er von Präsident Lech Kaczyński in den Nationalen Rat für Entwicklung (Narodowa Rada Rozwoju) berufen. 2012 stellte die von Jarosław Kaczyński geführte Oppositionspartei PiS Gliński als ihren Kandidaten für das Amt des Ministerpräsidenten vor. Doch scheiterte ein von der PiS eingebrachtes Misstrauensvotum gegen Ministerpräsident Donald Tusk.
Von 2013 bis 2014 war Gliński Mitglied der von der PiS eingesetzten Kommission, die sich mit dem Flugunfall von Smolensk 2010 beschäftigte. Der damals parteilose Gliński wurde 2014 in den PiS-Programmrat berufen. 2014 unternahm die PiS einen erneuten Versuch, das Kabinett Tusk per Misstrauensvotum zu stürzen, und scheiterte ein weiteres Mal. Wieder war Gliński ihr Kandidat für das Amt des Regierungschefs. Bei der Parlamentswahl 2015 kandidierte er für den Sejm von der Wahlliste der PiS im Wahlkreis Łódź. Mit 41.697 Stimmen wurde er zum Abgeordneter der VIII. Wahlperiode in den Sejm gewählt. Am 16. November 2015 wurde er zum Minister für Kultur und Nationales Kulturerbe in das Kabinett von Beata Szydło berufen. Er behielt dieses Amt auch unter Szydłos Nachfolger Mateusz Morawiecki. Auch bei den Parlamentswahlen 2019 und 2023 wurde er erneut in den Sejm gewählt.

## Politische Positionen
Gliński bezeichnete sich selbst als Vertreter der „konservativen Mitte“. Er verwahrte sich gegen das Etikett „nationalkonservativ“ seiner Partei PiS; deren Wirtschafts- und Sozialprogramm orientierte sich an der katholischen Soziallehre. Seine Kritik an der Gender-Ideologie begründete er mit der Auffassung, dass er die „kulturelle Bedingtheit gesellschaftlicher Rollen“ nicht als schlecht und diskriminierend ansehe. Nach seinen Worten sind die westlichen Gesellschaften von „Egoismus und Egozentrismus“ geprägt. Er habe als Christ eine bejahende Haltung zum Leben, deshalb spreche er sich gegen Abtreibung, Sterbehilfe und Pädophilie aus.
Nach den Sejm-Wahlen 2023, die zum Regierungswechsel in Warschau führten, sagte Gliński über die neue Regierung unter Donald Tusk: „Diese Obrigkeit ist nicht von russischen Panzern gebracht worden, sondern dank deutschen Geldes. [...] Wir haben jetzt ein aus dem Ausland unterstütztes Bündnis von Postkommunisten mit Pseudoliberalen.“

## Auszeichnungen
Im Jahr 2011 erhielt Piotr Gliński von Präsident Bronisław Komorowski den Orden Polonia Restituta (Offizier).

## Werke (Auswahl)
- Civil society in the making (red.), IFiS PAN, Warszawa 2006
- Człowiek-środowisko-zdrowie. Problemy polskie z prognostycznego punktu widzenia (red.), KPPRK PAN, Warszawa 1985
- Katastrofa smoleńska, Reakcje społeczne, polityczne i medialne (red.), IFiS PAN, Warszawa 2011
- Kulturowe aspekty struktury społecznej. Fundamenty, konstrukcje, fasady (red.), IFiS PAN, Warszawa 2010
- Polscy Zieloni. Ruch społeczny w okresie przemian, IFiS PAN, Warszawa 1996
- Samoorganizacja społeczeństwa polskiego. III sektor i wspólnoty lokalne w jednoczącej się Europie (red.), IFiS PAN, Warszawa 2002
- Socjologia i Siciński. Style życia, społeczeństwo obywatelskie, studia nad przyszłością (red.), IFiS PAN, Warszawa 2009
- Społeczne aspekty ochrony i kształtowania środowiska w Polsce, Wyd. SGGW-AR, Warszawa 1990
- Style działań organizacji pozarządowych w Polsce. Grupy interesu czy pożytku publicznego?, IFiS PAN, Warszawa 2006
- Teorie wspólnotowe a praktyka społeczna. Obywatelskość, polityka, lokalność (red.), IFiS PAN, Warszawa 2005